# Ramon Puiggarí i Llobet
Ramon Puiggarí i Llobet   (Barcelona, c. 1824 - Barcelona, 23 d'agost de 1891) fou un dels il·lustradors vuitcentistes catalans més representatius.

## Biografia
Nascut al carrer de Petritxol de Barcelona, era fill del procurador causídic Joan Puiggarí i de Ramona Llobet, i germà de Josep Puiggarí i Llobet (1821-1903) i del farmacèutic Miquel Puiggarí i Llobet (1827-1889).
Il·lustrà de molt jove les Obres de Pere Serafí (1840). Anà a París amb Eusebi Planas (1851-54). Treballà per a la Casa Llorens. Se li atribueix el dibuix de l'Auca sobre la vida de Don Juan de Serrallonga en el segon terç del segle xix, que es venia a les portes dels teatres on es representava l'obra de Víctor Balaguer. A partir de la Revolució de 1868, féu moltes caricatures polítiques a La Flaca, La madeja política i El Tupé. Il·lustrà diverses obres, entre les quals La orfaneta de Menargues de Bofarull (1862), Singlots poètics de Pitarra (1867) i diverses obres de Cervantes, incloent El Quixot (1876).
Molts dels seus treballs (auques, romanços, ventalls, làmines, etc.) no van signats.
Morí a Barcelona el 23 d'agost de 1891 a l'edat de 67 anys al carrer Bailén, 46 2n pis. Estava casat amb Eulàlia Monteys.